# 2007 FIFA女子ワールドカップ
2007 FIFA女子ワールドカップ（英: FIFA Women's World Cup China 2007）は、2007年9月10日から9月30日にかけて、中国で開催された第5回目のFIFA女子ワールドカップである。

## 開催までの経緯
中国は本来、前回大会の開催国となる予定であったが、SARSの蔓延により開催権を返上し、アメリカが代替の開催地となるという経緯があった。主催者であるFIFAは2007年大会開催国を中国としたため、次回大会の開催地が決定されるまでは、これまで開催国となったこととない国からの選定は行われないこととなった。
開催地は前回に予定していた上海、杭州、武漢、成都に天津を加えた5都市で、開幕戦と決勝戦は上海で開催された。
この大会は北京オリンピックのUEFA地域予選を兼ねており、優勝したドイツ、ベスト4に進出したノルウェー、そしてスウェーデンの3国に出場権が与えられた。

## 出場国
| 大陸連盟 | 出場 枠数 | 予選大会                                    | 組 予選順位 | 組 予選順位 | 出場国・地域     | 出場回数       | 備考 |
| -------- | --------- | ------------------------------------------- | ----------- | ----------- | ---------------- | -------------- | ---- |
| AFC      | 1+2.5     | 開催国                                      | 開催国      | 開催国      | 中華人民共和国   | 5大会連続5回目 |      |
| AFC      | 1+2.5     | 女子アジアカップ                            | 準優勝      | 準優勝      | オーストラリア   | 4大会連続4回目 |      |
| AFC      | 1+2.5     | 女子アジアカップ                            | 3位         | 3位         | 北朝鮮           | 3大会連続3回目 |      |
| AFC      | 1+2.5     | 女子アジアカップ                            | 4位         | 4位         | 日本             | 5大会連続5回目 | ○    |
| CAF      | 2         | アフリカ女子選手権                          | 優勝        | 優勝        | ナイジェリア     | 5大会連続5回目 |      |
| CAF      | 2         | アフリカ女子選手権                          | 準優勝      | 準優勝      | ガーナ           | 3大会連続3回目 |      |
| CONCACAF | 2.5       | 女子ゴールドカップ                          | 優勝        | 優勝        | アメリカ合衆国   | 5大会連続5回目 |      |
| CONCACAF | 2.5       | 女子ゴールドカップ                          | 準優勝      | 準優勝      | カナダ           | 4大会連続4回目 |      |
| CONMEBOL | 2         | スダメリカーノ・フェメニーノ                | 優勝        | 優勝        | アルゼンチン     | 2大会連続2回目 |      |
| CONMEBOL | 2         | スダメリカーノ・フェメニーノ                | 準優勝      | 準優勝      | ブラジル         | 5大会連続5回目 |      |
| OFC      | 1         | OFC女子ネイションズカップ                   | 優勝        | 優勝        | ニュージーランド | 4大会ぶり2回目 |      |
| UEFA     | 5         | 2007 FIFA女子ワールドカップ・ヨーロッパ予選 | 1組         | 1位         | ノルウェー       | 5大会連続5回目 |      |
| UEFA     | 5         | 2007 FIFA女子ワールドカップ・ヨーロッパ予選 | 2組         | 1位         | スウェーデン     | 5大会連続5回目 |      |
| UEFA     | 5         | 2007 FIFA女子ワールドカップ・ヨーロッパ予選 | 3組         | 1位         | デンマーク       | 2大会ぶり4回目 |      |
| UEFA     | 5         | 2007 FIFA女子ワールドカップ・ヨーロッパ予選 | 4組         | 1位         | ドイツ           | 5大会連続5回目 |      |
| UEFA     | 5         | 2007 FIFA女子ワールドカップ・ヨーロッパ予選 | 5組         | 1位         | イングランド     | 3大会ぶり2回目 |      |

- 備考欄の「○」は大陸間プレーオフに勝利の上、出場が決定したチーム。

## 本大会

### 概要
開催1ヶ月半前の8月2日、歴史的な事情により日本がいるグループリーグA組3日目の日程変更が発表となったこの大会は、開幕戦もまた歴史的なものであった。
翌2008年に行われる北京オリンピックの予行を思わせるような開会式の後に行われた開幕戦・ドイツ対アルゼンチン戦は、2つのオウンゴールを含む11得点によりドイツが本大会史上最多得点試合で勝利した。
翌日から始まった他のグループリーグも、台風による日程変更もあったものの全日程を消化。「死の組」といわれたB組では強豪国のスウェーデンが、C組では前大会4位だったカナダが、D組では常連国のデンマークが敗退する一方、開催国である中国はノルウェー、アメリカ、ドイツとともに5大会連続で決勝トーナメントに進出。ほかにオーストラリアと北朝鮮が初めて、ブラジルが3大会連続で、イングランドが3大会ぶりに決勝トーナメント進出を決めた。
8チームによる決勝トーナメント準々決勝はグループリーグ1位のチームがすべて勝利。つづく準決勝ではドイツがノルウェーを、ブラジルがアメリカをともに大差で破って決勝へ進出した。
3位決定戦が行われた直後の上海虹口体育場で午後8時（現地時間）に開始された決勝戦は前半を無得点で折り返し、迎えた52分、ドイツのエースストライカー、ビルギット・プリンツが先制ゴール。対するブラジルは64分にペナルティーキックを与えられるが、マルタの蹴ったボールは相手チームのゴールキーパーに防がれ得点とならなかった。そして86分にはコーナーキックからのボールを決めてドイツが追加点を上げ、そのまま2対0で試合終了。ドイツは大会初の2連覇を6試合すべて無失点により果たした。

### エピソード
グループリーグの日本対ドイツ戦において、日本の国歌斉唱では多くの観客が起立せず、ブーイングも起きた。また、試合中もブーイングを浴びせられた。
試合後、日本代表は白地に青い文字で「ARIGATO 謝謝 CHINA!」と書いた横断幕を掲げた。国営新華社通信は「北京五輪でこのような反日感情を持ち込めば、中国人の国際的なイメージを損なう」とし、国際先駆導報も「日本人は不快な気持ちを乗り越える勇気を見せたが、中国人にはその勇気がなかった」と指摘した。地元メディアは「中国のブーイングは日本の横断幕に負けた」と観戦マナーを批判した。インターネット上では賛否両論であった。

### 会場一覧
| 天津                       | 武漢               | 杭州               | 成都               | 上海               |
| -------------------------- | ------------------ | ------------------ | ------------------ | ------------------ |
| 天津奥林匹克体育中心体育場 | 武漢体育中心       | 杭州黄龍体育中心   | 成都市体育中心     | 上海虹口足球場     |
| 収容人数: 60,000人         | 収容人数: 55,000人 | 収容人数: 52,000人 | 収容人数: 40,000人 | 収容人数: 34,000人 |
|                            |                    |                    |                    |                    |

## 開催方式

### グループリーグ
- 4チームによる1回戦総当たりのリーグ戦
- 試合時間90分（前後半各45分）を終了して同点の場合は引き分け
- 勝ち点制度（勝利3点、引き分け1点、負け0点）
- 2チーム以上の勝ち点が同じ場合は以下の優先順位で決定する

1. グループ内での得失点差
2. グループ内での総得点
3. 当該チーム間での勝ち点
4. 当該チーム間での得失点差
5. 当該チーム間での総得点
6. フェアプレーポイント（警告・退場処分の数による）
7. 抽選

### 決勝トーナメント
- ファーストラウンド各組上位2チームが準々決勝に進出
- 90分間（前後半各45分）の1試合
- 90分間で勝敗が決しない場合は30分間（前後半各15分）の延長戦（ゴールデンゴールは適用しない）
- 延長戦でも勝敗が決しない場合はPK戦によって決定

### 賞金
今大会から初めて、参加チームに賞金が支給されることとなった。
| 成績               | 金額             |
| ------------------ | ---------------- |
| 優勝               | 1,000,000.USドル |
| 準優勝             | 800,000.USドル   |
| 3位                | 650,000.USドル   |
| 4位                | 550,000.USドル   |
| ベスト8            | 300,000.USドル   |
| グループリーグ敗退 | 200,000.USドル   |

## 結果

### グループリーグ
- 試合開始時刻は現地時間
- 各組上位2チームが準々決勝に進出

#### グループ A
| 順 | チーム       | 試 | 勝 | 分 | 敗 | 得 | 失 | 差  | 点 |
| -- | ------------ | -- | -- | -- | -- | -- | -- | --- | -- |
| 1  | ドイツ       | 3  | 2  | 1  | 0  | 13 | 0  | +13 | 7  |
| 2  | イングランド | 3  | 1  | 2  | 0  | 8  | 3  | +5  | 5  |
| 3  | 日本         | 3  | 1  | 1  | 1  | 3  | 4  | −1  | 4  |
| 4  | アルゼンチン | 3  | 0  | 0  | 3  | 1  | 18 | −17 | 0  |

| 2007年9月10日 20:00 |

| ドイツ | 11 - 0   | アルゼンチン |
| ベーリンガー 12分, 24分 · ガーレフレケス 17分 · プリンツ 29分, 45+1分, 59分 · リンゴル 51分, 90+1分 · スミゼク 57分, 70分, 79分 | レポート |              |

| 上海虹口足球場（上海） 観客数: 28,098人 主審: タミー・オグストン |

| 2007年9月11日 20:00 |

| 日本                  | 2 - 2    | イングランド        |
| 宮間あや 55分, 90+5分 | レポート | K.スミス 81分, 83分 |

| 上海虹口足球場（上海） 観客数: 27,146人 主審: カーリ・ザイツ |

| 2007年9月14日 17:00 |

| アルゼンチン | 0 - 1    | 日本            |
|              | レポート | 永里優季 90+1分 |

| 上海虹口足球場（上海） 観客数: 27,730人 主審: ダグマル・ダムコヴァー |

| 2007年9月14日 20:00 |

| イングランド | 0 - 0    | ドイツ |
|              | レポート |        |

| 上海虹口足球場（上海） 観客数: 27,730人 主審: イェニー・パルムクヴィスト |

| 2007年9月18日 17日 20:00 |

| ドイツ                             | 2 - 0    | 日本 |
| プリンツ 21分 · リンゴル 87分 (PK) | レポート |      |

| 杭州黄龍体育中心（杭州） 観客数: 39,817人 主審: アドリアーナ・コレア |

| 2007年9月18日 17日 20:00 |

| イングランド | 6 - 1    | アルゼンチン    |
| （ゴンサレス） 9分 (OG) · J.スコット 10分 · ウィリアムズ 50分 (PK) · K.スミス 64分, 77分 · エクスリー 90分 (PK) | レポート | ゴンサレス 60分 |

| 成都市体育中心（成都） 観客数: 30,730人 主審: ダイアン・フェレイラ＝ジェームズ |

#### グループ B
| 順 | チーム         | 試 | 勝 | 分 | 敗 | 得 | 失 | 差 | 点 |
| -- | -------------- | -- | -- | -- | -- | -- | -- | -- | -- |
| 1  | アメリカ合衆国 | 3  | 2  | 1  | 0  | 5  | 2  | +3 | 7  |
| 2  | 北朝鮮         | 3  | 1  | 1  | 1  | 5  | 4  | +1 | 4  |
| 3  | スウェーデン   | 3  | 1  | 1  | 1  | 3  | 4  | −1 | 4  |
| 4  | ナイジェリア   | 3  | 0  | 1  | 2  | 1  | 4  | −3 | 1  |

| 2007年9月11日 17:00 |

| アメリカ合衆国                    | 2 - 2    | 北朝鮮                    |
| ワンバック 50分 · オライリー 69分 | レポート | 吉善姫 58分 · 金英愛 62分 |

| 成都市体育中心（成都） 観客数: 35,100人 主審: ニコル・プティニャ |

| 2007年9月11日 20:00 |

| ナイジェリア | 1 - 1    | スウェーデン      |
| ウワク 82分  | レポート | スヴェンソン 50分 |

| 成都市体育中心（成都） 観客数: 21,740人 主審: 牛麗君 |

| 2007年9月14日 17:00 |

| スウェーデン | 0 - 2    | アメリカ合衆国             |
|              | レポート | ワンバック 34分 (PK), 58分 |

| 成都市体育中心（成都） 観客数: 35,600人 主審: ガアール・ジェンジ |

| 2007年9月14日 20:00 |

| 北朝鮮                    | 2 - 0    | ナイジェリア |
| 金敬花 17分 · 李今淑 21分 | レポート |              |

| 成都市体育中心（成都） 観客数: 35,600人 主審: タミー・オグストン |

| 2007年9月18日 20:00 |

| ナイジェリア | 0 - 1    | アメリカ合衆国   |
|              | レポート | チャラプニー 1分 |

| 上海虹口足球場（上海） 観客数: 26,100人 主審: 大岩真由美 |

| 2007年9月18日 20:00 |

| 北朝鮮      | 1 - 2    | スウェーデン       |
| 李雲淑 22分 | レポート | シェリン 4分, 54分 |

| 天津奥林匹克体育中心体育場（天津） 観客数: 33,196人 主審: クリスティーネ・ベック |

#### グループ C
| 順 | チーム         | 試 | 勝 | 分 | 敗 | 得 | 失 | 差  | 点 |
| -- | -------------- | -- | -- | -- | -- | -- | -- | --- | -- |
| 1  | ノルウェー     | 3  | 2  | 1  | 0  | 10 | 4  | +6  | 7  |
| 2  | オーストラリア | 3  | 1  | 2  | 0  | 7  | 4  | +3  | 5  |
| 3  | カナダ         | 3  | 1  | 1  | 1  | 7  | 4  | +3  | 4  |
| 4  | ガーナ         | 3  | 0  | 0  | 3  | 3  | 15 | −12 | 0  |

| 2007年9月12日 17:00 |

| ガーナ          | 1 - 4    | オーストラリア                                                |
| アマンクァ 70分 | レポート | ウォルシュ 15分 · デ・ヴァンナ 57分, 81分 · ギャリオック 69分 |

| 杭州黄龍体育中心（杭州） 観客数: 25,952人 主審: アドリアーナ・コレア |

| 2007年9月12日 20:00 |

| ノルウェー                              | 2 - 1    | カナダ            |
| R.グルブランセン 52分 · ホルペスタ 81分 | レポート | チャップマン 33分 |

| 杭州黄龍体育中心（杭州） 観客数: 30,752人 主審: クリスティーネ・ベック |

| 2007年9月15日 17:00 |

| カナダ                                                  | 4 - 0    | ガーナ |
| シンクレア 16分, 62分 · シュミット 55分 · フランコ 77分 | レポート |        |

| 杭州黄龍体育中心（杭州） 観客数: 33,835人 主審: ニコル・プティニャ |

| 2007年9月15日 20:00 |

| オーストラリア    | 1 - 1    | ノルウェー           |
| デ・ヴァンナ 83分 | レポート | R.グルブランセン 5分 |

| 杭州黄龍体育中心（杭州） 観客数: 33,835人 主審: 牛麗君 |

| 2007年9月19日 20日 17:00 |

| ノルウェー | 7 - 2    | ガーナ                           |
| ストルルッケン 4分 · R.グルブランセン 39分, 59分, 62分 · ホルペスタ 45分 (PK) · ヘルロヴセン 56分 · クラヴェネス 69分 | レポート | ベイヤー 73分 · オコエ 80分 (PK) |

| 上海虹口足球場（上海） 黄龍体育中心（杭州） 観客数: 43,817人 主審: ジェニファー・ベネット |

| 2007年9月19日 20日 17:00 |

| オーストラリア                          | 2 - 2    | カナダ                             |
| マッカラム 53分 · ソールズベリー 90+2分 | レポート | タンクレディ 1分 · シンクレア 85分 |

| 成都市体育中心（成都） 観客数: 29,300人 主審: ガアール・ジェンジ |

#### グループ D
| 順 | チーム           | 試 | 勝 | 分 | 敗 | 得 | 失 | 差  | 点 |
| -- | ---------------- | -- | -- | -- | -- | -- | -- | --- | -- |
| 1  | ブラジル         | 3  | 3  | 0  | 0  | 10 | 0  | +10 | 9  |
| 2  | 中華人民共和国   | 3  | 2  | 0  | 1  | 5  | 6  | −1  | 6  |
| 3  | デンマーク       | 3  | 1  | 0  | 2  | 4  | 4  | 0   | 3  |
| 4  | ニュージーランド | 3  | 0  | 0  | 3  | 0  | 9  | −9  | 0  |

| 2007年9月12日 17:00 |

| ニュージーランド | 0 - 5    | ブラジル                                                                      |
|                  | レポート | ダニエラ 10分 · クリスチアニ 54分 · マルタ 74分, 90+3分 · ヘナタ・コスタ 86分 |

| 武漢体育中心（武漢） 観客数: 33,500人 主審: カムヌン・パニパー |

| 2007年9月12日 20:00 |

| 中華人民共和国                      | 3 - 2    | デンマーク                      |
| 李潔 31分 · 華妍 50分 · 宋暁麗 88分 | レポート | ニールセン 51分 · パースケ 87分 |

| 武漢体育中心（武漢） 観客数: 50,800人 主審: ダイアン・フェレイラ＝ジェームズ |

| 2007年9月15日 17:00 |

| デンマーク                      | 2 - 0    | ニュージーランド |
| ペデルセン 61分 · パースケ 66分 | レポート |                  |

| 武漢体育中心（武漢） 観客数: 54,000人 主審: 大岩真由美 |

| 2007年9月15日 20:00 |

| ブラジル                                    | 4 - 0    | 中華人民共和国 |
| マルタ 42分, 70分 · クリスチアニ 47分, 48分 | レポート |                |

| 武漢体育中心（武漢） 観客数: 54,000人 主審: ジェニファー・ベネット |

| 2007年9月19日 20日 20:00 |

| 中華人民共和国          | 2 - 0    | ニュージーランド |
| 李潔 57分 · 謝彩霞 79分 | レポート |                  |

| 天津奥林匹克体育中心体育場（天津） 観客数: 56,208人 主審: ダグマル・ダムコヴァー |

| 2007年9月19日 20日 20:00 |

| ブラジル            | 1 - 0    | デンマーク |
| プレチーニャ 90+1分 | レポート |            |

| 杭州黄龍体育中心（杭州） 観客数: 43,817人 主審: カーリ・ザイツ |

### 決勝トーナメント
|  | 準々決勝           | 準々決勝           |                    |   | 準決勝    | 準決勝    |  |  | 決勝 | 決勝 |
|  |                    |                    |                    |   |           |           |  |  |      |      |
|  | 9月22日 17:00 武漢 |                    |                    |   |           |           |  |  |      |      |
|  |                    |                    |                    |   |           |           |  |  |      |      |
|  | ドイツ             | 3                  |                    |   |           |           |  |  |      |      |
|  | ドイツ             | 3                  | 9月26日 20:00 天津 |   |           |           |  |  |      |      |
|  | 北朝鮮             | 0                  |                    |   |           |           |  |  |      |      |
|  | 北朝鮮             | 0                  | ドイツ             | 3 |           |           |  |  |      |      |
|  | 9月23日 17:00 武漢 |                    | ドイツ             | 3 |           |           |  |  |      |      |
|  |                    | ノルウェー         | 0                  |   |           |           |  |  |      |      |
|  | ノルウェー         | ノルウェー         | 0                  | 1 |           |           |  |  |      |      |
|  | ノルウェー         |                    | 9月30日 20:00 上海 | 1 |           |           |  |  |      |      |
|  | 中華人民共和国     | 0                  |                    |   |           |           |  |  |      |      |
|  | 中華人民共和国     | 0                  | ドイツ             | 2 |           |           |  |  |      |      |
|  | 9月22日 20:00 天津 |                    | ドイツ             | 2 |           |           |  |  |      |      |
|  |                    | ブラジル           | 0                  |   |           |           |  |  |      |      |
|  | アメリカ合衆国     | ブラジル           | 0                  | 3 |           |           |  |  |      |      |
|  | アメリカ合衆国     | 9月27日 20:00 杭州 |                    | 3 |           |           |  |  |      |      |
|  | イングランド       | 0                  |                    |   |           |           |  |  |      |      |
|  | イングランド       | 0                  | アメリカ合衆国     | 0 |           |           |  |  |      |      |
|  | 9月23日 20:00 天津 |                    | アメリカ合衆国     | 0 |           |           |  |  |      |      |
|  |                    | ブラジル           | 4                  |   | 3位決定戦 | 3位決定戦 |  |  |      |      |
|  | ブラジル           | ブラジル           | 4                  | 3 | 3位決定戦 | 3位決定戦 |  |  |      |      |
|  | ブラジル           |                    | 9月30日 17:00 上海 | 3 |           |           |  |  |      |      |
|  | オーストラリア     | 2                  |                    |   |           |           |  |  |      |      |
|  | オーストラリア     | 2                  | ノルウェー         | 1 |           |           |  |  |      |      |
|  |                    |                    |                    |   |           |           |  |  |      |      |
|  | アメリカ合衆国     | 4                  |                    |   |           |           |  |  |      |      |
|  | アメリカ合衆国     | 4                  |                    |   |           |           |  |  |      |      |

#### 準々決勝
| 2007年9月22日 17:00 |

| ドイツ                                              | 3 - 0    | 北朝鮮 |
| ガーレフレケス 44分 · リンゴル 67分 · クラーン 72分 | レポート |        |

| 武漢体育中心（武漢） 観客数: 37,200人 主審: タミー・オグストン |

| 2007年9月22日 20:00 |

| アメリカ合衆国                                | 3 - 0    | イングランド |
| ワンバック 48分 · ボックス 57分 · リリー 60分 | レポート |              |

| 天津奥林匹克体育中心体育場（天津） 観客数: 29,586人 主審: イェニー・パルムクヴィスト |

| 2007年9月23日 17:00 |

| ノルウェー        | 1 - 0    | 中華人民共和国 |
| ヘルロヴセン 32分 | レポート |                |

| 武漢体育中心（武漢） 観客数: 52,000人 主審: ガアール・ジェンジ |

| 2007年9月23日 20:00 |

| ブラジル                                              | 3 - 2    | オーストラリア                      |
| フォルミガ 4分 · マルタ 23分 (PK) · クリスチアニ 75分 | レポート | デ・ヴァンナ 36分 · コルソープ 68分 |

| 天津奥林匹克体育中心体育場（天津） 観客数: 35,061人 主審: クリスティーネ・ベック |

#### 準決勝
| 2007年9月26日 20:00 |

| ドイツ                                                       | 3 - 0    | ノルウェー |
| （ロニング） 42分 (OG) · シュテーゲマン 72分 · ミュラー 75分 | レポート |            |

| 天津奥林匹克体育中心体育場（天津） 観客数: 53,819人 主審: ダグマル・ダムコヴァー |

| 2007年9月27日 20:00 |

| アメリカ合衆国 | 0 - 4    | ブラジル                                                         |
|                | レポート | （オズボーン） 20分 (OG) · マルタ 27分, 79分 · クリスチアニ 56分 |

| 杭州黄龍体育中心（杭州） 観客数: 47,818人 主審: ニコル・プティニャ |

#### 3位決定戦
| 2007年9月30日 17:00 |

| ノルウェー            | 1 - 4    | アメリカ合衆国                                              |
| R.グルブランセン 63分 | レポート | ワンバック 30分, 46分 · チャラプニー 58分 · オライリー 59分 |

| 上海虹口足球場（上海） 観客数: 32,068人 主審: ガアール・ジェンジ |

#### 決勝
| 2007年9月30日 20:00 |

| ドイツ                          | 2 - 0    | ブラジル |
| プリンツ 52分 · ラウデール 86分 | レポート |          |

| 上海虹口足球場（上海） 観客数: 31,000人 主審: タミー・オグストン |

## 優勝国
| 2007 FIFA女子ワールドカップ優勝国 |
| --------------------------------- |
| · ドイツ · 2大会連続2回目         |

## 順位
| 順 | 国・地域名       | 成績               | 試 | 勝 | 分 | 敗 | 点 | 得 | 失 | 差  |
| -- | ---------------- | ------------------ | -- | -- | -- | -- | -- | -- | -- | --- |
| 1  | ドイツ           | 優勝               | 6  | 5  | 1  | 0  | 16 | 21 | 0  | +21 |
| 2  | ブラジル         | 準優勝             | 6  | 4  | 1  | 1  | 13 | 17 | 4  | +13 |
| 3  | アメリカ合衆国   | 3位                | 6  | 4  | 1  | 1  | 13 | 12 | 7  | +5  |
| 4  | ノルウェー       | 4位                | 6  | 3  | 1  | 2  | 10 | 12 | 11 | +1  |
| 5  | 中華人民共和国   | ベスト8            | 4  | 2  | 0  | 2  | 6  | 5  | 7  | -2  |
| 6  | オーストラリア   | ベスト8            | 4  | 1  | 2  | 1  | 5  | 9  | 7  | +2  |
| 7  | イングランド     | ベスト8            | 4  | 1  | 2  | 1  | 5  | 8  | 6  | +2  |
| 8  | 北朝鮮           | ベスト8            | 4  | 1  | 1  | 2  | 4  | 5  | 7  | -2  |
| 9  | カナダ           | グループリーグ敗退 | 3  | 1  | 1  | 1  | 4  | 7  | 4  | +3  |
| 10 | 日本             | グループリーグ敗退 | 3  | 1  | 1  | 1  | 4  | 3  | 4  | -1  |
| 10 | スウェーデン     | グループリーグ敗退 | 3  | 1  | 1  | 1  | 4  | 3  | 4  | -1  |
| 12 | デンマーク       | グループリーグ敗退 | 3  | 1  | 0  | 2  | 3  | 4  | 4  | 0   |
| 13 | ナイジェリア     | グループリーグ敗退 | 3  | 0  | 1  | 2  | 1  | 1  | 4  | -3  |
| 14 | ニュージーランド | グループリーグ敗退 | 3  | 0  | 1  | 2  | 1  | 0  | 9  | -9  |
| 15 | ガーナ           | グループリーグ敗退 | 3  | 0  | 0  | 3  | 0  | 3  | 15 | -12 |
| 16 | アルゼンチン     | グループリーグ敗退 | 3  | 0  | 0  | 3  | 0  | 1  | 18 | -17 |

- PK戦で決着がついた試合は記録上引き分けとなる

## 得点ランキング
| 順位 | 選手名                     | 得点数 |
| ---- | -------------------------- | ------ |
| 1    | マルタ                     | 7      |
| 2    | アビー・ワンバック         | 6      |
| 2    | ラグンヒル・グルブランセン | 6      |
| 4    | ビルギット・プリンツ       | 5      |
| 4    | クリスチアニ               | 5      |
| 6    | レナーテ・リンゴル         | 4      |
| 6    | ケリー・スミス             | 4      |
| 6    | リサ・デ・ヴァンナ         | 4      |
| 9    | ザンドラ・スミゼク         | 3      |
| 9    | クリスティン・シンクレア   | 3      |

## 表彰
受賞者、受賞国は以下の通り。

### 大会最優秀選手
| ゴールデンボール | シルバーボール       | ブロンズボール |
| ---------------- | -------------------- | -------------- |
| マルタ           | ビルギット・プリンツ | クリスチアニ   |

### 得点王
| ゴールデンシューズ | シルバーシューズ   | ブロンズシューズ           |
| ------------------ | ------------------ | -------------------------- |
| マルタ             | アビー・ワンバック | ラグンヒル・グルブランセン |
| 7得点              | 6得点              | 6得点                      |

### その他の賞
| 最優秀GK             | フェアプレー賞 |
| -------------------- | -------------- |
| ナディネ・アンゲラー | ノルウェー     |

### オールスターチーム
| GK                                      | DF                                                                                            | MF | FW                                                          |
| --------------------------------------- | --------------------------------------------------------------------------------------------- | --- | ----------------------------------------------------------- |
| ナディネ・アンゲラー ベンテ・ノルドビー | アリアネ・ヒンクスト 李潔 アーネ・スタンゲラン・ホルペスタッド ケルシュティン・シュテーゲマン | ダニエラ フォルミガ ケリー・スミス レナーテ・リンゴル イングヴィル・ステンスラン クリスティン・リリー | リサ・デ・ヴァンナ マルタ クリスチアニ ビルギット・プリンツ |